# 小クラリネット

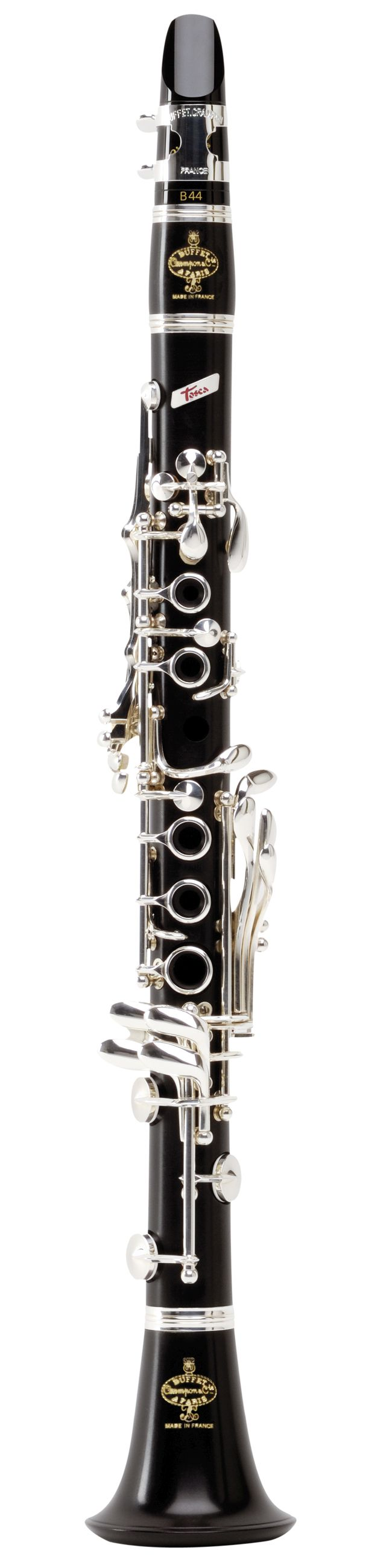
E♭クラリネット

小クラリネット （仏:  petite clarinette 、独:  kleine Klarinette 、伊:  clarinetto piccolo 、西:  clarinete requinto 、英:  small clarinet ）は、高音域を担当するクラリネット属の楽器である。5種類のものがあるが、基本形となるクラリネットのおおむね4分の3の大きさを持つ変ホ調クラリネット（Esクラリネット、E♭クラリネット、エスクラリネット、仏:  petite clarinette en Mi♭ 、独:  Es Klarinette あるいは Klarinette in Es 、伊:  clarinetto piccolo in Mi♭ あるいは quartino 、英:  E♭ clarinet あるいは clarinet in E♭ ）が最も一般的に使用される。

## 概要
クラシック音楽においては変ホ（E♭）調、ニ（D）調、ヘ（F）調、変イ（A♭）調の4種類が用いられ、シュランメル音楽においてはト（G）調の楽器が用いられる。大きさおよび音域が異なるが、いずれも移調楽器である。基本形のクラリネットに比べると、美しさや透明感は乏しく、甲高く鋭い音色となるが、音量は圧倒的で、高音域を担当する他の木管楽器（フルートやオーボエ）を凌駕し、オーケストラの総奏時においても弦楽器、金管楽器に対抗できる。
かつては基本形のクラリネットより1オクターブ以上高い変ロ（B♭）調やハ（C）調の楽器もあったが、現在は廃れている。基本形のクラリネットより4〜5度高い楽器をピッコロ・クラリネット（clarinetto piccolo）と呼ぶのに対して1オクターブ近く高い楽器をピッコリーノ・クラリネット（clarinetto piccolino）と呼び分ける場合もあるが、どのように呼ばれる場合でも概ね調性が明示される。
オーケストラではクラリネットセクションの特殊楽器として、専門の奏者、もしくはクラリネット奏者による持ち替えによって演奏される。3管編成、4管編成以上の大編成の楽曲で用いられるが、同じクラリネットの特殊楽器であるバスクラリネットに比べ、小クラリネットを使用する楽曲は少ない。一方、吹奏楽やマーチングバンド、ウィンドアンサンブル、クラリネットアンサンブルでは、必ず用いられると言うほどではないが、大多数の楽譜でこの楽器が用いられる。
なお、ヨハン・メルヒオール・モルター（ニ調）や酒井格（変ホ調）によるものなどこの楽器のための協奏曲や、独奏曲、この楽器を編成に含む室内楽作品も存在する。

### 変ホ調
楽譜上の音（記音）の短3度高い音が出る移調楽器。基本形の変ロ調クラリネットと同じ指使いで完全4度高い音が出ることから、イタリア語では quartino とも呼ばれる。クラリネット属の楽器では、アルトクラリネット、コントラアルトクラリネットが同じ変ホ調の移調楽器であるが、単に clarinet in E♭ のように記された場合は小クラリネットを指す。前述の通り、小クラリネットの中で最も一般的に使用される。そのため、多くのメーカーで製造さえれている。
エクトル・ベルリオーズは、『幻想交響曲』の第5楽章において、魔女に堕落した理想の女性を表現するために、この楽器の音色を利用した。また、「陰影に乏しく、カンタービレに向かない」（伊福部昭『管弦楽法』上巻282ページより）とされるが、モーリス・ラヴェルの『ボレロ』では息の長いソロも担当している。グスタフ・マーラーの交響曲では重要な役割を果たしており、交響曲第2番「復活」や交響曲第3番のように、変ホ調クラリネットを2本使う場合もある。

### ニ調
記音の長2度高い音が出る移調楽器。変ホ調クラリネットとニ調クラリネットは、標準的なクラリネットにおける変ロ調の楽器とイ調の楽器と同じ関係であるが、イ調の楽器が少なくとも伝統的には変ロ調の楽器と同等かそれ以上に扱われるのに対し、ニ調の楽器はほとんど使われず、リストの交響詩『マゼッパ』や、ワーグナーの楽劇『ワルキューレ』など、ニ調クラリネットが指定されている楽曲においても、変ホ調の楽器で代用することが多い。リヒャルト・シュトラウスは、あえて、交響詩『ティル・オイレンシュピーゲルの愉快ないたずら』や『家庭交響曲』でニ調の楽器を用い、特に前者では主人公ティルの性格を示す重要なソロを担当させている。また、イーゴリ・ストラヴィンスキーの『春の祭典』のように、ニ調と変ホ調を持ち替える曲もある。現在では主に、ビュッフェ・クランポンが主に製造している。

### ヘ調
記音の完全4度高い音が出る。ヘ調クラリネットは現在ではほとんど使用されることはないが、かつてドイツの軍楽隊で用いられており、ベートーヴェンやメンデルスゾーンの作品にもその用例が見られる。

### 変イ調
記音の短6度高い音が出る変イ調クラリネットは、イタリアやスペインの吹奏楽や軍楽隊で使用されることがある。イタリアのカラビニエリ吹奏楽団やごくまれに大阪市音楽団が主に管弦楽曲からの編曲作品を演奏するときに用い、その録音で聞くことができる。現在では主に、シュヴェンク&セゲルケとリパが製造している。

### ト調
記音の完全5度高い音が出るト調クラリネットは、もっぱらシュランメル音楽で用いられる。ウィーンでは picksüßes Hölzl （甘い小さな木の棒の意）とも呼ばれる。シュランメル音楽においては、2本のヴァイオリンとコントラギター（シュランメルギター）に、ト調クラリネットかクノップハーモニカ（ボタン式アコーディオン）のいずれかが加わるシュランメル・カルテットや、両方が加わるシュランメル・クインテットの編成で利用される。演奏者によっては、シュランメル兄弟の活躍した頃のウィーンではコーアトーンが採用されていたとの研究に基づき、変イ調クラリネットを用いて半音高い音で（弦楽器は調弦はそのままに楽譜を半音高く読み替えて）演奏するケースもある。佐伯茂樹はコーアトーンのト調クラリネットがイタリアに渡り変イ調クラリネットとして扱われるようになった可能性を示唆している。

## 使用楽曲の例

### 変ホ調
- ベルリオーズ：幻想交響曲
- マーラー：交響曲第1番 第3楽章に変ホ管の二重奏がある。
- ラヴェル：ボレロ、ピアノ協奏曲ト長調、ダフニスとクロエ など
- ショスタコーヴィチ：交響曲第5番、第6番、黄金時代 など
- R.シュトラウス：英雄の生涯、ツァラトゥストラはこう語った など
- コープランド：エル・サロン・メヒコ
- ヘンリー・マンシーニ：子象の行進

### ニ調
- リスト：交響詩『マゼッパ』
- ワーグナー：楽劇『ワルキューレ』
- R.シュトラウス：交響詩『ティル・オイレンシュピーゲルの愉快ないたずら』、家庭交響曲、ばらの騎士（変ホ調と持ち替え）
- レスピーギ：ローマの祭り、シバの女王ベルキス
- ストラヴィンスキー：火の鳥（1910年版）、春の祭典（変ホ調と持ち替え）